# Hilton Gdańsk
Hilton Gdańsk – pięciogwiazdkowy hotel przy Targu Rybnym w Śródmieściu Gdańska, należący do sieci hoteli Hilton Worldwide.
W momencie uruchomienia był drugim hotelem tej sieci działającym na terenie Polski (po hotelu Hilton w Warszawie). Dysponuje 150 pokojami hotelowymi i apartamentami. W hotelu znajduje się też największe w Gdańsku centrum konferencyjne o powierzchni 600 m² dla 530 osób, basen oraz podziemny parking.
Hotel jest zlokalizowany przy Rybackim Pobrzeżu nad Motławą, w miejscu zajmowanym w średniowieczu przez zamek krzyżacki. W bezpośrednim sąsiedztwie znajdują się gotycka baszta Łabędź i przystanek gdańskiego tramwaju wodnego.

## Galeria

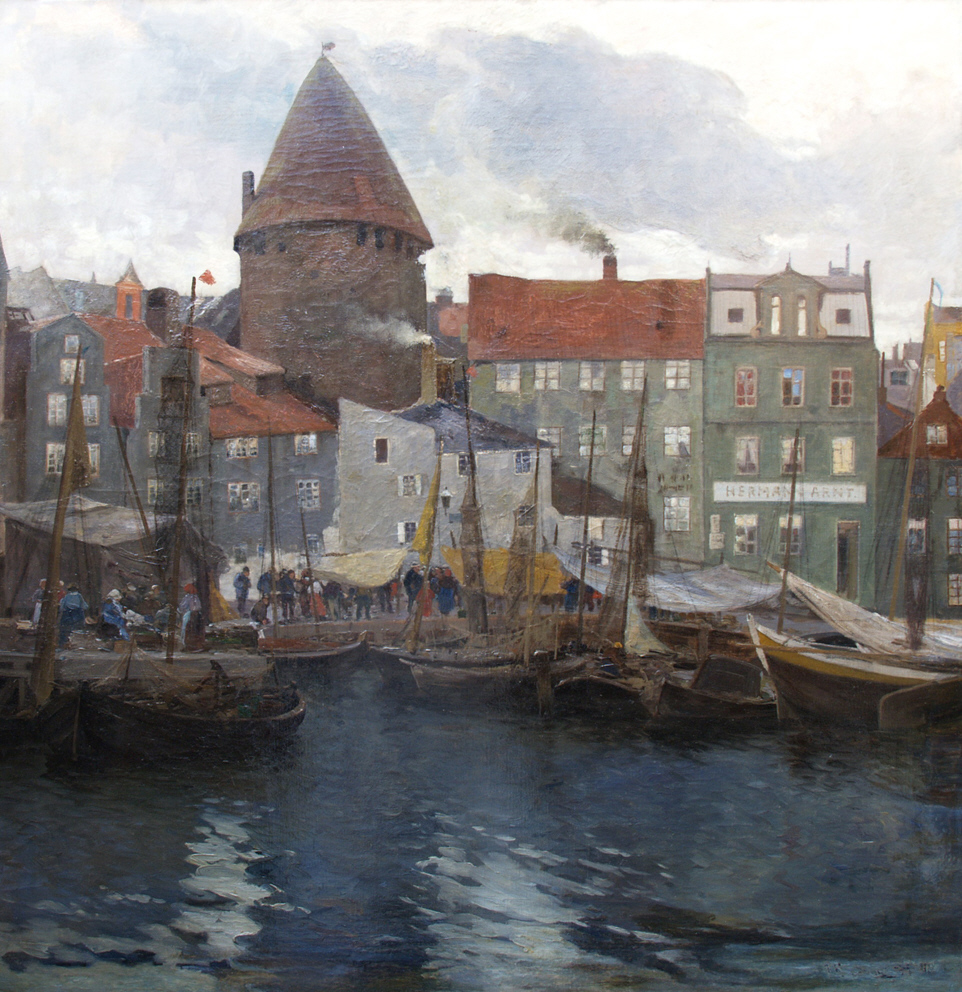
Archiwalny widok zabudowy, na miejscu której stanął hotel
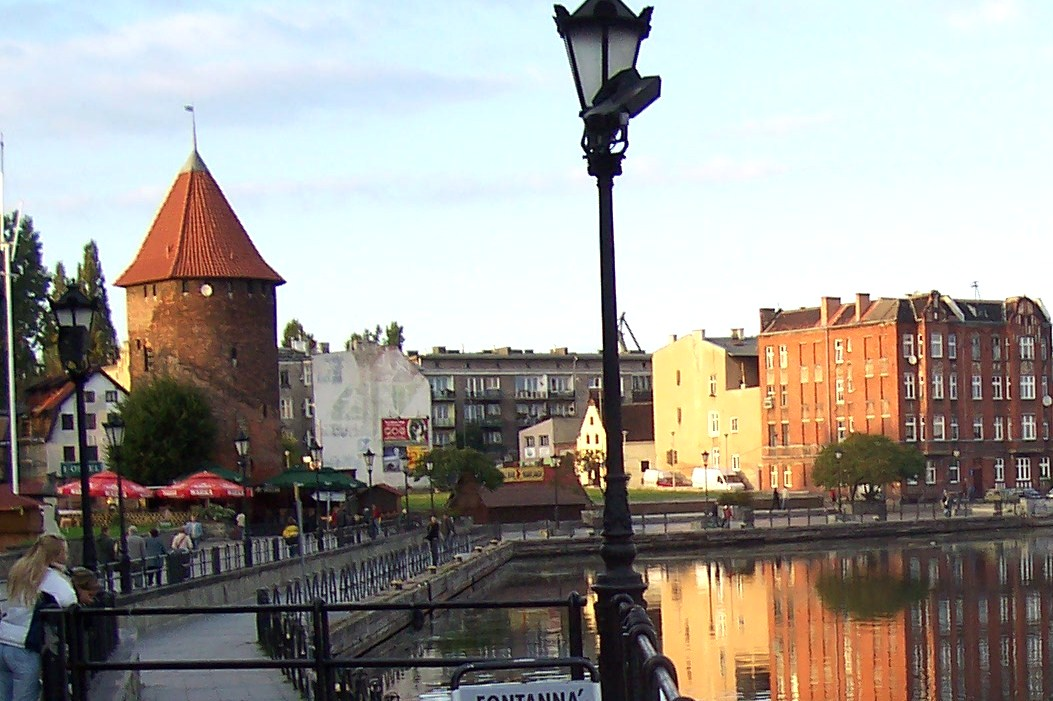
Przed rozpoczęciem prac, październik 2004
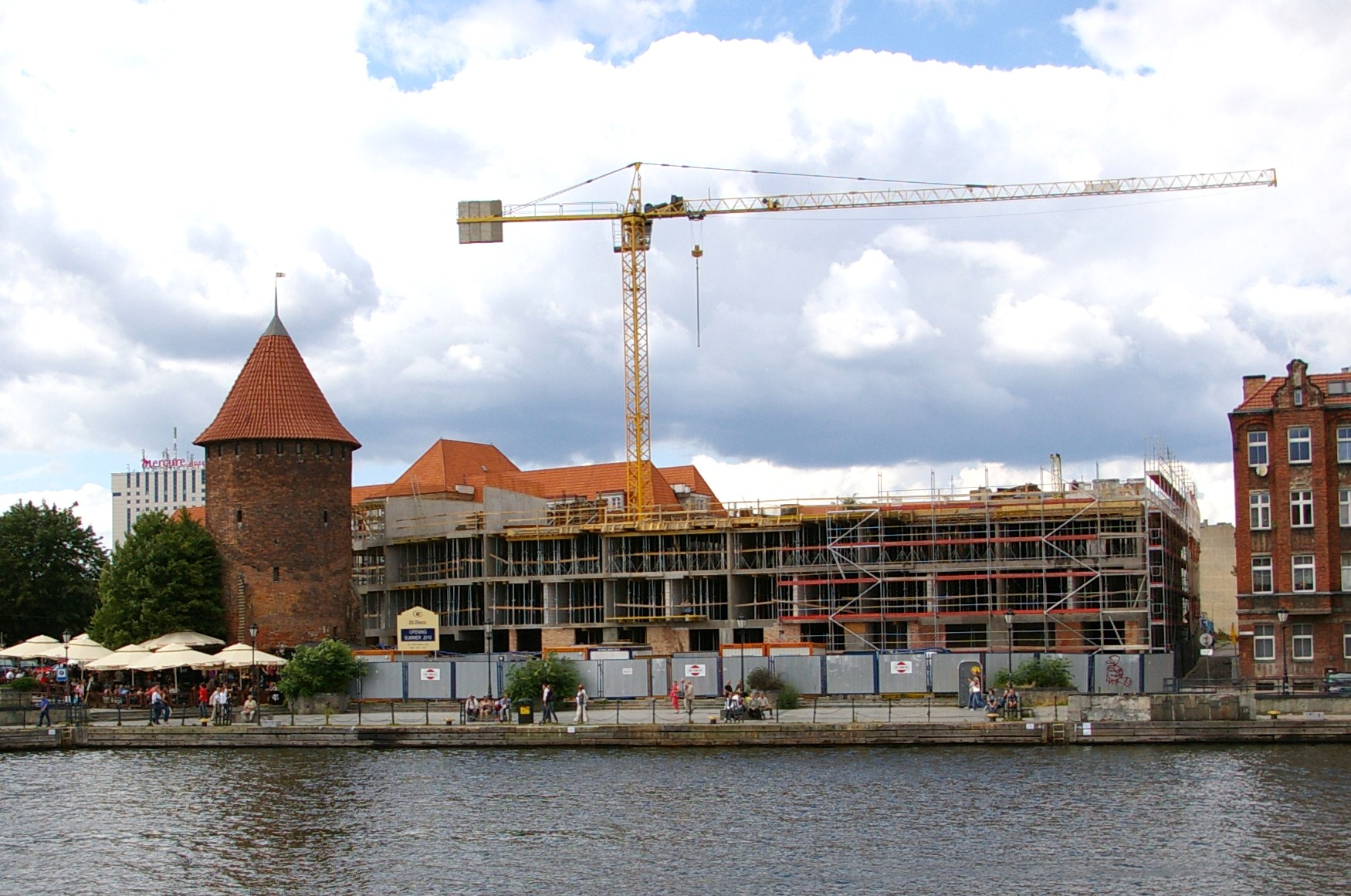
W trakcie budowy, lipiec 2008
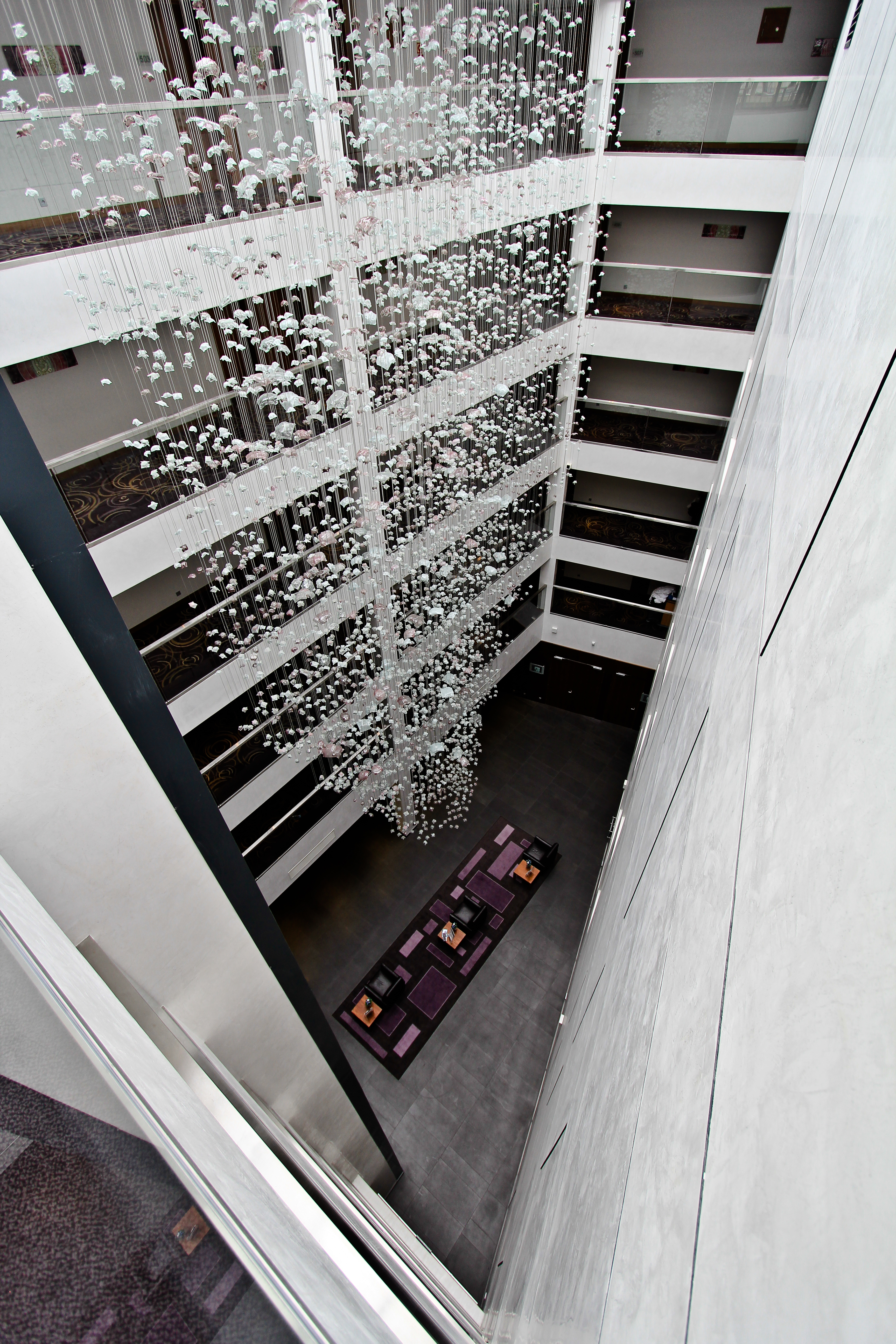
Wnętrze